# Orléanien
L'Orléanien est le nom d'un intervalle biostratigraphique régional du Miocène, caractérisant les biozones européennes de mammifères terrestres MN3 à MN5, liées à l'apparition de certaines espèces de mammifères au Néogène.
Les biozones MN 3–5 de l'échelle biostratigraphique continentale datent d'environ 20 à 16 Ma (millions d'années), et se superposent dans la nomenclature chronostratigraphique internationale à un intervalle géologique allant du Burdigalien au début du Langhien .
L'Orléanien doit son nom à la ville française d'Orléans. 

## Mammifères de l'Orléanien
- rhinocérotidés : Diaceratherium aurelianense, Teleoceras aurelianensis, Brachypotherium aurelianense
- proboscidiens : Mastodon turicensis, Archaeobelodon filholi
- cervidés : Palaeomeryx kaupi, Procervulus aurelianensis
- équidés : Anchitherium aurelianensis
- antilopes : Eotragus artenensis
- Anthracotheriidae : Brachyodus
- Tapirs : Mastodon tapiroides
- rongeurs : Prolagus, Steneofiber, Dorcatherium, Hoplictis noueli, Trochictis carbonaria, Trochictis artenensis
- suidés : Hyotherium, Listriodon lockharti, Aureliachoerus, Palaeochoerus aurelianensis
- carnassiers : Hemicyon, Pseudaelurus, Genetta, Ursidae, Amphicyon, Hyaenidae.

## Fossiles
- Orléanien inférieur (MN3-4)

|                                       |
| Mandibule d'Anchitherium aurelianense |

|                           |
| Mandibules d'Anchitherium |

|                           |
| Anchitherium aurelianense |

|                    |
| Crane d'Hyotherium |

|                        |
| Hyotherium soemmeringi |

|                        |
| Mandibule d'Hyotherium |

- Orléanien supérieur (MN4-5)

|                                      |
| Crane de Diaceratherium aurelianense |

|                                                 |
| Membre antérieur de Diaceratherium aurelianense |

|                             |
| Diaceratherium aurelianense |

|                        |
| Archaeobelodon filholi |

|              |
| Dorcatherium |

|                             |
| Palaeochoerus aurelianensis |

|                                    |
| Corne de Procervulus aurelianensis |

|                              |
| Brachypotherium aurelianense |